# Pokladní místo

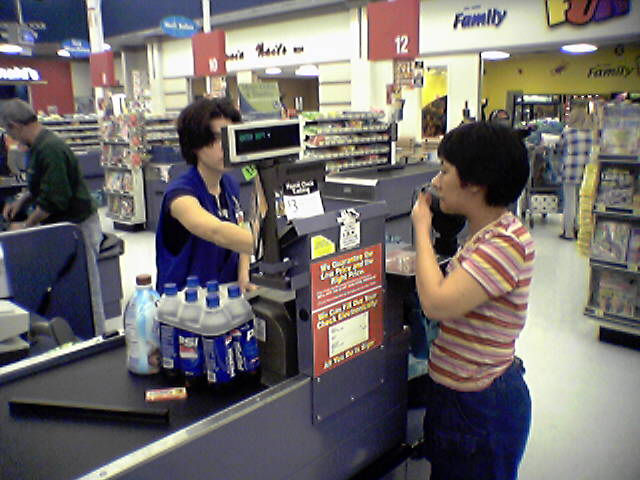
Pokladní místo v supermarketu v USA

Pokladní místo neboli pokladna (anglicky point of sale – POS) je v samoobslužné prodejně (supermarketu, hypermarketu a obdobných prodejních jednotkách) místo, kde zákazník předkládá vybrané zboží k zaplacení. Pokladní místo je vybaveno vlastní obchodní pokladnou a obvykle optimalizováno z hlediska průchodu zákazníků supermarketem i manipulace se zbožím. Samoobslužné prodejny bývají vybaveny větším počtem pokladních míst. Ta často tvoří souvislou řadu, předělující prostor prodejny na veřejnou část a prodejní část s vystaveným zbožím určeným k prodeji. Mezera mezi pokladními místy je dimenzována právě na šířku jednoho nákupního vozíku. Tím je efektivně bráněno v nežádoucím průchodu osob prodejnou.
Trendem v supermarketech a hypermarketech je náhrada části tradičních pokladen samoobslužnými pokladnami.

## Vybavení pokladního místa
Před pokladním místem bývají stojany se zbožím určeným k impulsivním nákupům pro zákazníky, kteří čekají ve frontě na odbavení. Jsou to typicky sladkosti, cigarety, kondomy, tisk. Vykládací pás je určen k vyložení zboží z nákupního košíku nebo nákupního vozíku. Pás se pohybuje na pokyn pokladní nožním tlačítkem nebo je spouštěn samočinně. Ve stejné rovině jako pás bývá zabudováno vážící zařízení kombinované se snímačem čárového kódu. Méně často je snímač zabudován ve svislé stěně oddělující zákazníka od pokladní. Na snímací a vážící plošinu navazuje svažující se plocha pro odsun již zaúčtovaného zboží. Z tohoto místa si zaúčtované zboží odebírá zákazník. Pokud prodejna používá nějakou formu magnetických nebo radiofrekvenčních značek na zboží, je deaktivační zařízení zabudováno vedle snímací a vážící plošiny. Do vybavení prodejního místa dále patří ruční čtečka čárového kódu pro odečet z neskladných předmětů, obchodní pokladna s tiskárnou účtenek, snímač platebních karet opět s tiskárnou stvrzenek (platební terminál). Dalším vybavením může být mechanická odblokovací pomůcka pro sejmutí různých kontrolních visaček, případně detektory nedezaktivovaných značek. Při pokusu o pronesení nezaplaceného zboží kolem tohoto detektoru zazní zvukové výstražné znamení. Vybavení doplňuje sedačka pro pokladní, telefon pro spojení s vedením prodejny a světelný transparent s číslem pokladního místa. Rozsvícený transparent signalizuje, že pokladní místo je v provozu.

## Provoz pokladního místa
Zákazník vykládá sám veškeré zboží na pás. Nákupy jednotlivých zákazníků jsou vizuálně odděleny zarážkou, tyčkou nebo hranolkem z plastu, který je na pokladním místě k dispozici. Pokladní odebírá zboží přijíždějící na pásu a jednotlivě skenuje čárové kódy. Pokladní i zákazník mají každý k dispozici vlastní kontrolní displej. Displej zobrazuje název zboží, jeho cenu a mezisoučet už zaúčtované útraty. Načtení každého kusu zboží je signalizováno zvukovým znamením. Zaúčtované zboží odkládá pokladní na odkládací plochu, odkud je odebíráno zákazníkem. Po načtení veškerého zboží následuje zaplacení hotovostí nebo platební kartou a současně odepsání zboží ze zásob v informačním systému prodejny.

## Doplňkové funkce pokladního místa
Existují pokladní místa, která umožňují vlastníkům platebních karet také vybírat hotovost. Běžná je kombinace hotovostního a bezhotovostního placení s platbou části nákupu slevovými kupony, poukázkami (stravenky), stvrzenkami za odevzdané vratné lahve atd.

## Samoobslužná pokladna
Snahou provozovatelů je zrychlit průchod zboží pokladním místem. Ověřuje se samoobslužné skenování zboží spojené s následným bezhotovostním placením. Pracovník prodejce, který může dohlížet na několik současně pracujících pokladních míst, zákazníkům pouze pomáhá. Dalším vývojovým stupněm by mohly být RFID čipy zabudované do zboží. Propagátoři této technologie slibují, že zboží bude zaúčtováno bez překládání pouhým průjezdem vozíku pod snímacím rámem.